# مغنولية أسطوانية
مغنولية أسطوانية (الاسم العلمي: Magnolia cylindrica) هي نوع من النباتات تتبع جنس المغنولية من الفصيلة المغنولات.